# Жилой дом работников Октябрьской железной дороги
Жилой дом работников Октябрьской железной дороги — многоквартирное здание с коммерческими помещениями в стиле советского модернизма, построенный в 1976—1977 годах. Расположено в Калининском районе Санкт-Петербурга, современный адрес дома — проспект Непокорённых, 74.

## История
Здание заложено в 1976 году по индивидуальному (не типовому) проекту Александра Васильева (с участием Г. И. Орешкина, Марии Меликовой, инженеров В. А. Ильина, П. В. Данилова). Дом предназначался для заселения сотрудниками Октябрьской железной дороги. Дом был принят комиссией 29-30 июня 1977 года.
В 2020 году проводились работы по ремонту фасадов здания, но они не были завершены: у объекта сменилось два подрядчика, а некоторые жильцы не предоставили доступ к остеклённым балконам, чем сорвали проведение работ. К 2022 году фасад здания пришёл в аварийное состояние — плитка, облицовывающая его, откалывалась во многих местах и падала вниз. Товариществу собственников дома было предложено два варианта ремонта — утепление и оштукатуривание фасада с демонтажом балконов, либо же косметический ремонт. Жители не захотели отказываться от балконов, и на 2023 год был запланирован косметический ремонт фасада.
В октябре 2023 года в здании открылось молодёжное пространство «Окна».

## Описание
Здание в плане вытянуто вдоль проспекта Непокорённых, боковые П-образные флигели выходят фасадами на Меншиковский и Пискарёвский проспекты. Центральная часть здания дуговая, вогнутая в направлении от проспекта Непокорённых, два её края акцентированы башнями; балконы расположены на фасаде в шахматном порядке. Балконы боковых флигелей огибают углы здания, что характерно для построек этого архитектора. Дуговой фасад отсылает к конструктивистским жилым домам 1930-х годов и в то же время открывает тему курдонёров, начатую в Санкт-Петербурге Леонтием Бенуа в доме страхового общества «Россия» на Моховой улице. Фасад облицован керамической плиткой.
Здание входит в комплекс жилых построек к востоку от Пискарёвского кладбища, который вносит в общую композицию более жизнеутверждающую тему.
Перед лицевым фасадом здания устроена широкая терраса, на неё ведут две лестницы в центре и два пандуса по бокам. Здание имеет переменную этажность от 7 (боковые флигели) до 12 (башни) этажей, в нём расположено 535 квартир. В здание встроены помещения для кафе, кулинарии, жилищно-эксплуатационной конторы и прочих служб. В одном из помещений на первом этаже действует библиотека-филиал № 5 Централизованной библиотечной системы Калининского района, в торце здания, выходящем на Меншиковский проспект — 3 и 5 отделения по вопросам миграции отдела МВД России по Калининскому району Санкт-Петербурга (бывший паспортный стол).